# Dedric Lawson
Dedric Lawson, né le 1er octobre 1997, à Memphis, au Tennessee, est un joueur américain de basket-ball. Il évolue au poste d'ailier fort.

## Biographie

### Carrière universitaire
Entre 2015 et 2017, il joue pour les Tigers à l'université de Memphis, avec des statistiques de 21,0 points, 11,5 rebonds pour 65 matchs disputés. Lors de la saison 2018-2019, il joue pour les Jayhawks à l'université du Kansas, disputant 36 matchs et marquant 23,8 points et captant 12,6 rebonds. Sur l'ensemble de sa carrière universitaire, il inscrit 22 points et captant 11,9 rebonds.
Le 6 avril 2019, après trois années universitaires, il annonce qu'il se présente à la draft 2019 de la NBA.

### Carrière professionnelle

#### Spurs d'Austin (2019-2020)
Le 20 juin 2019, il n'est pas sélectionné lors de la draft 2019 de la NBA.
Il participe ensuite aux NBA Summer League 2019 de Las Vegas et Sacramento avec les Warriors de Golden State.
Le 22 juillet 2019, il signe un contrat avec les Spurs de San Antonio. Le 13 octobre 2019, il est libéré par les Spurs.
Le 28 octobre 2019, il intègre les Spurs d'Austin, l'équipe de G-League affiliée à San Antonio.

#### Goyang Orion Orions (2020-2021)
Le 9 juillet 2020, il part en Corée du Sud où il signe avec le Goyang Orion Orions (en).

#### Beşiktaş Icrypex (depuis 2021)
Le 20 juin 2021, il signe avec le club turc du Beşiktaş Icrypex.
Durant l'été 2021, il participe ensuite à la NBA Summer League 2021 de Las Vegas avec les Celtics de Boston.

## Statistiques
gras = ses meilleures performances

### Universitaires
| Saison    | Équipe   | Matchs   | Titul.   | Min./m   | % Tir    | % 3pts   | % LF     | Rbds/m.  | Pass/m.  | Int/m.   | Ctr/m.   | Pts/m.   |
| --------- | -------- | -------- | -------- | -------- | -------- | -------- | -------- | -------- | -------- | -------- | -------- | -------- |
| 2015-2016 | Memphis  | 33       | 32       | 32,2     | 40,9     | 35,0     | 70,9     | 9,30     | 2,55     | 1,18     | 1,67     | 15,79    |
| 2016-2017 | Memphis  | 32       | 32       | 34,5     | 46,1     | 27,0     | 74,1     | 9,91     | 3,28     | 1,28     | 2,12     | 19,19    |
| 2017-2018 | Kansas   | Redshirt | Redshirt | Redshirt | Redshirt | Redshirt | Redshirt | Redshirt | Redshirt | Redshirt | Redshirt | Redshirt |
| 2018-2019 | Kansas   | 36       | 36       | 32,6     | 49,0     | 39,3     | 81,5     | 10,31    | 1,69     | 1,25     | 1,06     | 19,44    |
| Carrière  | Carrière | 101      | 100      | 33,1     | 45,5     | 33,2     | 75,7     | 9,85     | 2,48     | 1,24     | 1,59     | 18,17    |

## Palmarès
- Deuxième équipe All-American 2019 pour Sporting News
- Troisième équipe All-American 2019 pour Associated Press, NABC et USBWA
- Débutant de l'année de la conférence Big 12 en 2019
- Première équipe de la All-Big 12 (2019)
- Première équipe  All-AAC (2017)
- Rookie AAC de l'année (2016)
- McDonald's All-American (2015)
- Première équipe  Parade All-American (2015)